# WTA Brüssel
Das WTA Brüssel (offiziell: Brussels Open) war ein Damen-Tennisturnier im Rahmen der WTA Tour, das ab 1987 mit einigen Unterbrechungen in Forest/Vorst ausgetragen wurde. 
Die Belgian Open kamen 1987 aus Knokke, wurden zweimal in der belgischen Hauptstadt ausgetragen und gingen 1992 nach Waregem. 2002 gab es dann erneut ein WTA-Turnier in Brüssel, das French Community Champ’s. 2011 kehrte man mit dem Brussels Open noch einmal für drei Jahre in die Hauptstadt zurück.
Offizielle Namen des Turniers:
- 1988–1989: Belgian Open
- 2002: French Community Champ’s
- 2011–2013: Brussels Open

## Siegerlisten

### Einzel
| Jahr                                          | Siegerin                | Finalgegnerin           | Ergebnis      |
| --------------------------------------------- | ----------------------- | ----------------------- | ------------- |
| ↓ Kategorie: Tier V ↓                         |                         |                         |               |
| 1988                                          | Arantxa Sánchez Vicario | Raffaella Reggi         | 6:0, 7:5      |
| 1989                                          | Radka Zrubáková         | Mercedes Paz            | 7:6, 6:4      |
| von 1990 bis 2001 kein WTA-Turnier in Brüssel |                         |                         |               |
| ↓ Kategorie: Tier IV ↓                        |                         |                         |               |
| 2002                                          | Myriam Casanova         | Arantxa Sánchez Vicario | 4:6, 6:2, 6:1 |
| ↓ Kategorie: Premier ↓                        |                         |                         |               |
| 2011                                          | Caroline Wozniacki      | Peng Shuai              | 2:6, 6:3, 6:3 |
| 2012                                          | Agnieszka Radwańska     | Simona Halep            | 7:5, 6:0      |
| 2013                                          | Kaia Kanepi             | Peng Shuai              | 6:2, 7:5      |

### Doppel
| Jahr                                          | Siegerinnen                          | Finalgegnerinnen                        | Ergebnis         |
| --------------------------------------------- | ------------------------------------ | --------------------------------------- | ---------------- |
| ↓ Kategorie: Tier V ↓                         |                                      |                                         |                  |
| 1988                                          | Mercedes Paz Tine Scheuer-Larsen     | Katerina Maleewa Raffaella Reggi        | 7:6, 6:1         |
| 1989                                          | Manon Bollegraf Mercedes Paz         | Carin Bakkum Simone Schilder            | 6:1, 6:2         |
| von 1990 bis 2001 kein WTA-Turnier in Brüssel |                                      |                                         |                  |
| ↓ Kategorie: Tier IV ↓                        |                                      |                                         |                  |
| 2002                                          | Barbara Schwartz Jasmin Wöhr         | Tathiana Garbin Arantxa Sánchez Vicario | 6:2, 0:6, 6:4    |
| ↓ Kategorie: Premier ↓                        |                                      |                                         |                  |
| 2011                                          | Andrea Hlaváčková Galina Woskobojewa | Klaudia Jans Alicja Rosolska            | 3:6, 6:0, [10:5] |
| 2012                                          | Bethanie Mattek-Sands Sania Mirza    | Alicja Rosolska Zheng Jie               | 6:3, 6:2         |
| 2013                                          | Anna-Lena Grönefeld Květa Peschke    | Gabriela Dabrowski Shahar Peer          | 6:0, 6:3         |